# Дембровский сельсовет
Дембровский сельсовет (бел. Дэмбраўскі сельсавет) — административная единица на территории Щучинского района Гродненской области Беларуси. Административный центр — агрогородок Демброво.

## Состав
Дембровский сельсовет включает 38 населённых пунктов:
- Бали — деревня
- Богуши — деревня
- Борисовка — деревня
- Войкалы — деревня
- Воронки — деревня
- Вороны — деревня
- Демброво — агрогородок
- Долгая — деревня
- Евлаши — деревня
- Завалки — деревня
- Зюки — деревня
- Карашево — деревня
- Кресляне — деревня
- Кузьмы — деревня
- Кухари — деревня
- Лядск Высокий — деревня
- Ляцевичи — деревня
- Малинники — деревня
- Мисюковщина — деревня
- Новая Спуша — деревня
- Новоселки — деревня
- Агульс — деревня
- Острово — деревня
- Писклюки — деревня
- Рогачёвщина — деревня
- Ройши — деревня
- Рича — деревня
- Рыча Государственная — деревня
- Савичи — деревня
- Слонна — деревня
- Старая Спуша — деревня
- Старовщина — деревня
- Тяпы — деревня
- Хамовщина — деревня
- Чапаевка — деревня
- Чучвы — деревня
- Шарупы — деревня
- Шинковцы — деревня

Упразднённые населённые пункты на территории сельсовета:
- Берники — деревня

## Культура
- Музей труда в агрогородке Демброво